# Völkerbundmandat für Syrien und Libanon

Mandatsflagge der Völkerbunds-Treuhandgebiete Syrien und Libanon

Das Völkerbundmandat für Syrien und Libanon (arabisch الانتداب الفرنسي على سوريا ولبنان, DMG al-Intidāb al-Faransī ʿalā Sūriyā wa-Lubnān, französisch Mandat français sur la Syrie et le Liban) wurde 1922 vom Völkerbund in Bestätigung der Beschlüsse der britisch-französischen Konferenz von Sanremo (1920) an Frankreich erteilt. Es umfasste das Gebiet der heutigen Staaten Syrien und Libanon sowie der heutigen türkischen Provinz Hatay.
Das Mandat français en Syrie wurde nach dem Ersten Weltkrieg und dem Auseinanderbrechen des osmanischen Reiches geschaffen. In den Jahren 1919 und 1920 entsprechend dem Sykes-Picot-Abkommen, welches zwischen Großbritannien und Frankreich im Ersten Weltkrieg geschlossen worden war, erhielt Großbritannien das britische Mandat Mesopotamien auf dem Gebiet des heutigen Irak sowie das Völkerbundsmandat für Palästina, welches den südlichen Teil der osmanischen Provinz Syrien (Syrien, Palästina und Jordanien) umfasste, während Frankreich den Rest des osmanischen Syriens (das moderne Syrien, den Libanon und Hatay) kontrollierte.
Anfang der 1920er wurden die britische und die französische Kontrolle über diese Gebiete durch ein Mandatsystem des Völkerbundes formalisiert und Frankreich bekam das Mandat über Syrien am 29. September 1923, welches neben dem modernen Syrien den modernen Libanon und Hatay (Alexandretta) umfasste.
Das französische Mandat bestand bis 1943, als die zwei unabhängigen Staaten Syrien und Libanon aus dem im Osmanischen Reich ungeteilten Gebiet entstanden waren. Hatay wurde 1939 nach einem Referendum an die Türkei angeschlossen. Die französischen Truppen verließen Syrien und den Libanon im Jahr 1946.

Aufteilung des Mandatsgebietes

## Arabisches Königreich Syrien
Mit der Niederlage der Armee des Osmanischen Reiches in den Vilâyets Syrien und Beirut kamen gegen Ende des Ersten Weltkrieges 1918 britische Truppen unter Marshall Edmund Allenby nach Damaskus, begleitet von den Unabhängigkeitskämpfern der Arabischen Revolte, die von Faisal I., dem Sohn Scherif Husseins von Mekka, angeführt wurden. Im Oktober 1918 errichtete Faisal die erste arabische Regierung in Damaskus und benannte Ali Rida ar-Rikabi zum Militärgouverneur. Die neue arabische Regierung bildete in den größeren syrischen Städten örtliche Verwaltungen und die panarabische Flagge wurde in ganz Syrien gehisst. Die Araber vertrauten auf frühere britische Versprechungen, dass der neue arabische Staat das gesamte arabische Land von Aleppo in Nordsyrien bis Aden im Südjemen umfassen würde.
Jedoch überließ General Allenby entsprechend dem geheimen Sykes-Picot-Abkommen zwischen Großbritannien und Frankreich der arabischen Regierung nur die Binnenregionen Syriens (die östliche Zone). Palästina (die südliche Zone) war Großbritannien vorbehalten und am 8. Oktober landeten französische Truppen in Beirut und besetzten die ganze syrische Küste bis Naqura (die westliche Zone); sie ersetzten dort britische Truppen und lösten umgehend die arabischen Regierungen der Region auf.
Die französische Regierung verlangte die vollständige Umsetzung des Sykes-Picot Vertrags und die Anerkennung der französischen Vorherrschaft über Syrien. Am 26. November 1919 zogen sich die britischen Truppen aus Damaskus zurück, um eine bewaffnete Auseinandersetzung mit dem Entente-Partner zu vermeiden und überließen die arabische Regierung den französischen Truppen.
Faisal reiste seit November 1918 mehrere Male nach Europa und versuchte ohne Erfolg, die Regierungen in Paris und London von einer Änderung ihrer Positionen zu überzeugen. Die französische Regierung besiegelte ihre Intervention in Syrien mit der Ernennung Henri Gourauds (1867–1946) zum Hochkommissar für das syrische Kilikien. Bei der Pariser Friedenskonferenz 1919 wurde die Position Faisals noch prekärer, als sich die europäischen Mächte entschieden, die arabischen Forderungen zu ignorieren.
Im Juni 1919 kam die US-amerikanische King-Crane Commission nach Syrien, um die örtliche Meinung bezüglich der Zukunft des Landes zu erfragen. Das Untersuchungsgebiet der Kommission reichte von Aleppo bis Be’er Scheva. Es wurden 36 größere Städte aufgesucht, über 2.000 Delegationen aus mehr als 300 Dörfern empfangen und mehr als 3.000 Petitionen entgegengenommen. Die Ergebnisse bestätigten die Ablehnung des Mandats durch die Syrer wie auch der Balfour-Deklaration und demgegenüber erhobene Forderung nach einem Großsyrien unter Einschluss Palästinas. Die Ergebnisse der Kommission wurden von Frankreich zurückgewiesen und von Großbritannien ignoriert.
Im Mai 1919 wurden Wahlen für einen Allgemeinen Syrischen Kongress abgehalten. 80 % der Sitze gingen an die Konservativen. Zur Minderheit gehörten dynamische arabische Nationalisten wie Dschamil Mardam-Bey, Schukri al-Quwatli, Ahmad al-Qadri, Ibrahim Hananu und Riad as-Solh.

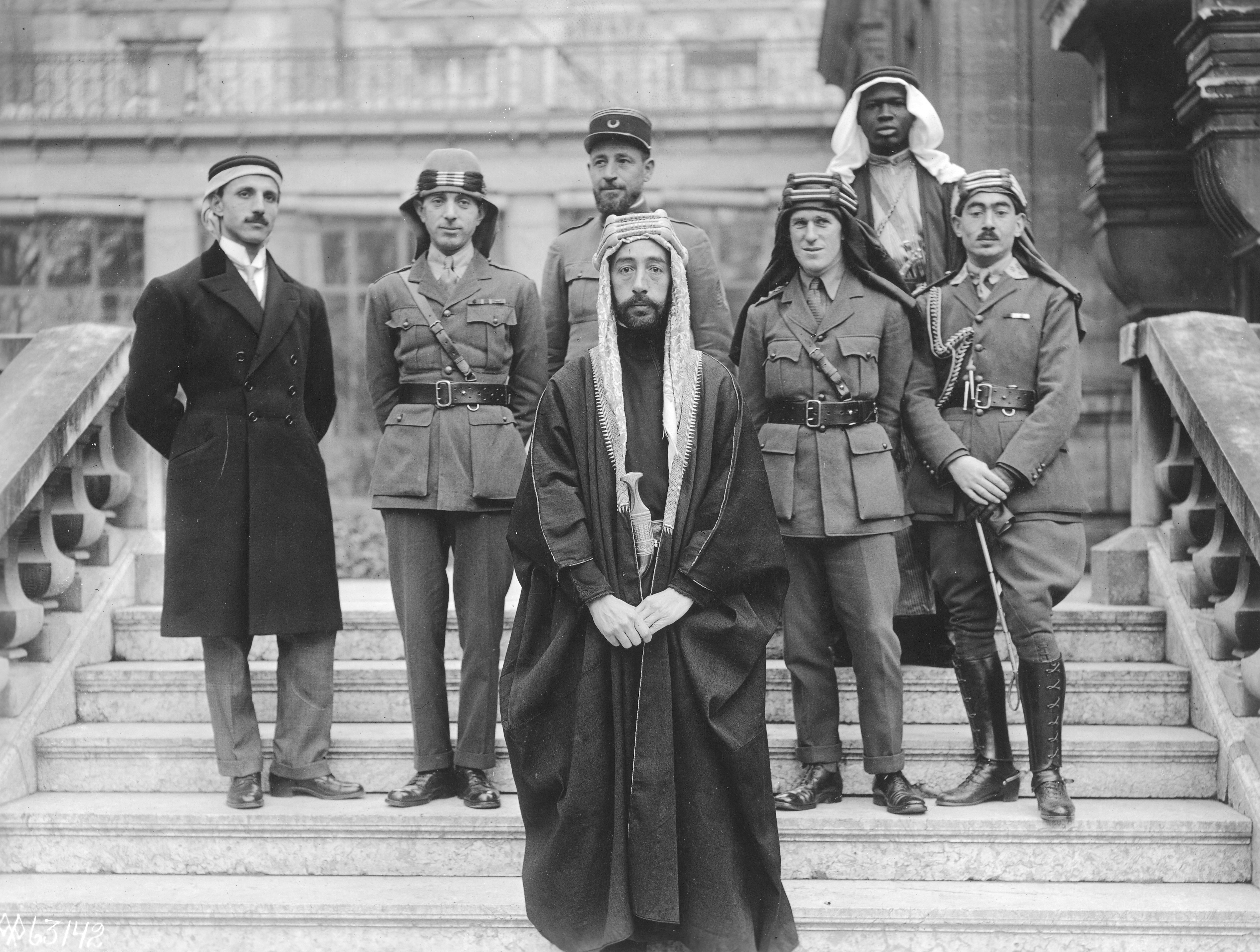
Faisal mit T. E. Lawrence und der Hejaz-Delegation auf der Pariser Friedenskonferenz 1919

Unruhen brachen in Syrien aus, als Faisal einen Kompromiss mit Georges Clemenceau und Chaim Weizmann bezüglich der jüdischen Immigration nach Palästina fand. Es wurde für Antihaschemititismus demonstriert und die muslimischen Einwohner um die Höhen des Libanon revoltierten aus Furcht, sie würden gegen ihren Willen in einen neuen – hauptsächlich christlichen – großlibanesischen Staat integriert.
Im März 1920 nahm der syrische Nationalkongress in Damaskus unter dem Vorsitz von Haschim al-Atassi eine Resolution an, welche die Vereinbarungen Faisals mit Clemenceau zurückwies. Der Kongress erklärte die Unabhängigkeit Syriens in seinen natürlichen Grenzen einschließlich Palästinas, proklamierte König Faisal zum König der Araber, eine Wirtschaftsgemeinschaft mit dem benachbarten Irak und forderte ebenso dessen Unabhängigkeit. Am 9. Mai 1920 wurde eine neue Regierung von Ali Rida ar-Rikabi gebildet.
Auf der Konferenz von Sanremo übertrug der Oberste Rat der Alliierten am 25. April 1920 Frankreich das Mandat über Syrien einschließlich der Libanon-Höhen und Großbritannien die Mandate über Palästina einschließlich Jordaniens sowie den Irak. Die Syrer reagierten darauf mit gewalttätigen Demonstrationen und der Bildung einer neuen Regierung unter Haschim al-Atassi am 7. Mai 1920. Die neue Regierung beschloss eine allgemeine Mobilmachung und begann, eine Armee aufzustellen.

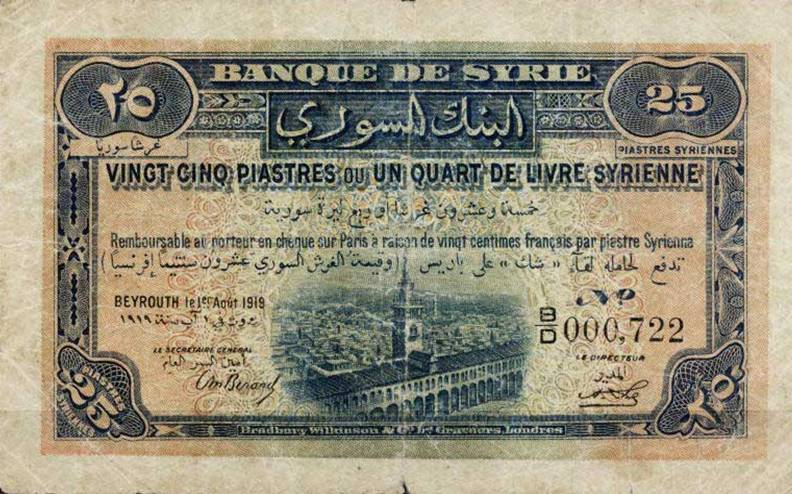
Banknote über 25 syrische Piaster, ausgegeben 1919 in Beirut durch die Banque de Syrie. Die Banque de Syrie, später in Banque de Syrie et le Grand Liban umbenannt, setzte die Ausgabe von Banknoten für Syrien und den Libanon bis in die 1950er Jahre fort.

Diese gewalttätigen Demonstrationen riefen feindliche Reaktionen beim französischen Besatzungsheer wie auch beim maronitischen Patriarchen des Libanonberges hervor, welcher die Entscheidungen als Staatsstreich bezeichnete. In Beirut bezog die christliche Presse Opposition gegen die Entscheidungen der Regierung Faisals. Die libanesischen Nationalisten profitierten von der Krise und überzeugten einen Rat aus christlichen Personen in Baabda am 22. März 1920, die Unabhängigkeit des Libanons zu proklamieren.

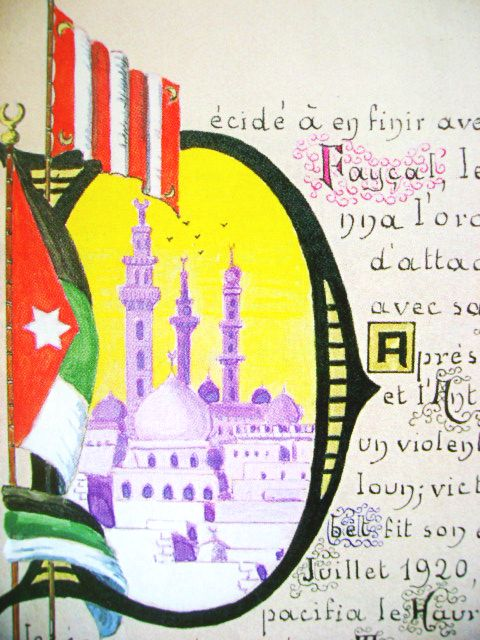
Französische Zeichnung von Damaskus 1920

Am 14. Juli 1920 stellte General Gouraud Faisal ein Ultimatum und ließ ihm die Wahl zwischen Unterordnung und Abdankung. Faisal erkannte, in der schwächeren Position zu sein und wählte die Zusammenarbeit. Sein junger Kriegsminister Yusuf al-Azma verweigerte ihm jedoch die Gefolgschaft und traf in der Schlacht von Maysalun auf die Franzosen, die unter General Mariano Goybet in weniger als einem Tag siegten. Al-Azma fiel in der Schlacht zusammen mit den meisten seiner Getreuen. General Goybet zog am 24. Juli 1920 siegreich in Damaskus ein.
Als die französischen Truppen im Libanon an Land gingen, wurden sie von der christlichen Gemeinde als Befreier begrüßt, in Syrien stießen sie jedoch auf starken Widerstand. Erst 1923 konnte Frankreich die ausbrechenden Aufstände in den alawitischen Gebieten des Dschebel ad-Duruz und in Aleppo niederschlagen und erlangte die volle Kontrolle über ganz Syrien.

## Das Mandat
Nach der Konferenz von Sanremo und der Niederlage von Faisals Monarchie bei der Schlacht von Maysalun teilte der französische General Henri Gouraud das Mandat von Syrien in sechs Staaten. Es handelte sich um den Staat von Damaskus 1920, den Staat von Aleppo 1920, den Staat der Alawiten 1920, den Staat der Dschebel ad-Duruz 1921, den autonomen Sandschak Alexandrette 1921 und den Staat Großlibanon 1920, aus welchem später der moderne Libanon wurde.
Sowohl Arabisch als auch Französisch wurden zu Amtssprachen erklärt.

Flagge des syrischen Bundes (1922–1924) und des folgenden Staates von Syrien (1924–1930).

Im Juli 1922 errichtete Frankreich einen losen Bund zwischen drei dieser Staaten: Damaskus, Aleppo und den Alawiten unter dem Namen syrischer Bund (Fédération syrienne). Dschebel ad-Duruz, Sandschak Alexandrette und Großlibanon waren nicht Teil dieses Bündnisses. Am 1. Dezember 1924 trennte sich der Staat der Alawiten vom Bündnis ab, als der Staat von Aleppo und der Staat von Damaskus zum syrischen Staat verbunden wurden.
1925 weitete sich eine von Sultan al-Atrasch angeführte drusische Revolte in Dschebel ad-Duruz auf andere syrische Staaten aus und wurde zum allgemeinen Aufstand in Syrien. Mitte Juli 1925 eroberten die Aufständischen den kleinen Ort Salchad, zwei Wochen später die Distriktshauptstadt as-Suwaida. Die französischen Truppen erlitten Verluste von mehreren hundert Mann. Die Unruhen dauerten bis zum Frühjahr 1928. Das französische Militär versuchte sich zu revanchieren, indem es das Parlament von Aleppo dazu drängte, die Trennung von Damaskus zu erklären, was jedoch durch syrische Patrioten zum Scheitern gebracht wurde. Am 14. Mai 1930 erklärte sich der syrische Staat zur Republik (→ Syrische Republik) und eine neue Verfassung wurde erlassen. 1932 zeigte die Flagge drei rote Sterne, welche die drei Distrikte Damaskus, Aleppo und Deir ez-Zor darstellten. 1936 wurden ein französisch-syrischer und ein französisch-libanesischer Unabhängigkeitsvertrag unterzeichnet. Die Verträge nach dem Modell des anglo-irakischen Vertrags von 1930 sollten die Staaten im Kriegsfall an Frankreich binden, im Gegenzug wurde ihnen die Unabhängigkeit und Aufnahme in den Völkerbund zugesichert.
Bis 1940 wurden die Unabhängigkeitsverträge nicht vom französischen Parlament ratifiziert; auch unter dem Vichy-Regime wurden sie nicht ratifiziert. Jedoch erlaubte der Vertrag Dschebel ad-Duruz, den Staat der Alawiten, welcher nun Latakia genannt wurde, und Alexandrette in den folgenden beiden Jahren in die syrische Republik integriert zu werden. Der Großlibanon, nun die libanesische Republik, war der einzige Staat, welcher der syrischen Republik nicht beitrat. Haschim al-Atassi war der erste gewählte Präsident unter der neuen Verfassung, welche nach dem Unabhängigkeitsvertrag angenommen wurde.
1938 wurde der Staat Hatay ausgerufen, der sich 1939 nach einem entsprechenden Abkommen zwischen der Türkei und Frankreich sowie einem Beschluss seines Parlamentes der Türkei anschloss.
Syrien erkannte die Einverleibung Hatays, in dem die Araber gegenüber den Türken eine Mehrheit bilden, in die Türkei nicht an, und die Angelegenheit wird bis heute diskutiert.
Mit der Niederlage Frankreichs 1940 im Zweiten Weltkrieg kam Syrien unter die Kontrolle des Vichy-Regimes, bis die britischen und die Truppen von France libre das Land im Juli 1941 im Syrisch-Libanesischen Feldzug besetzten. Das freie Frankreich erkannte die syrische Unabhängigkeit formell im November 1941 an und machte politische Zugeständnisse gegenüber den einheimischen Nationalisten. So wurde 1943 in der ersten Präsidentenwahl Schukri al-Quwatli zum Staatsoberhaupt der Republik gewählt. Frankreich behielt die Kontrolle über die Troupes spéciales sowie im Sozial, Kultur- und Bildungswesen. Die militärische Kontrolle des Mandatsgebiets durch Frankreich sollte mit dem Krieg enden. Die Übereinkunft wurde jedoch ab 1944 von französischer Seite in Frage gestellt und gegenüber der syrischen Regierung weitere Reservatrechte vor Übergabe der militärischen Befehlsgewalt verlangt. Dies führte zu einer Pattsituation, bis die syrische Regierung 1945 den Aufbau eines eigenen Militärs verkündete. Es folgten Kämpfe zwischen syrischen Gendarmen und französischen Soldaten und die zweimaligen Bombardierung von Damaskus, wo im Mai 1945 mehrere hundert Menschen ums Leben kamen. Frankreich stellte auf britischen Druck die Kampfhandlungen dann ein. Die letzten französischen Truppen zogen am 17. April 1946 ab. Syrien und Libanon gehörten 1945 zu den Gründungsmitgliedern der Vereinten Nationen.

### Hochkommissare der Levante

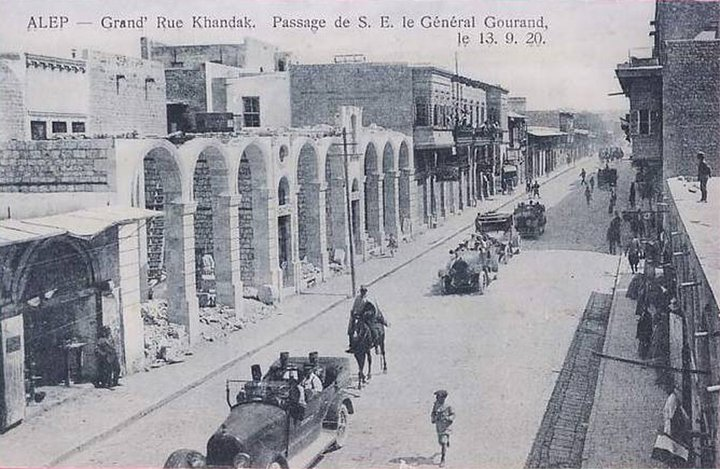
General Gouraud durchquert Aleppo am 13. September 1920

- Henri Gouraud, 1919/1922–1923
- Maxime Weygand, 1923–1924
- Maurice Sarrail, 1924–1925
- Henry de Jouvenel, 1925–1926
- Henri Ponsot, 1926–1933
- Damien de Martel, 1933–1939
- Gabriel Puaux, 1939–1940
- Jean Chiappe, 1940
- Henri Fernand Dentz, 1940–1941

### Generaldelegierte
- Georges Catroux, 1941–1943
- Jean Helleu, 1943–1944
- Paul Emile Beynet, 1944–1946

## Staatenbildung unter dem französischen Mandat
Während des französischen Mandates wurden verschiedene Staaten in dem vorher geeinten ottomanischen Syrien gebildet. Für diese Staatenbildungen wurden vorrangig verschiedene sektionistische Strömungen in Syrien genutzt. Jedoch standen alle syrischen Fraktionen dem französischen Mandat und der Teilung, welche dieses schuf, feindlich gegenüber. Dies wurde durch zahlreiche teilweise sehr blutige Aufstände gegen die französischen Truppen in ganz Syrien aufgezeigt.
Die Gemeinde der maronitischen Christen am Libanonberg dagegen genossen alte Verbindungen und gute Beziehungen zu Frankreich. Deshalb bildete der Libanon eine Ausnahme bei den neu gebildeten Staaten. Zugleich wurde die Syrisch-Libanesische Kommunistische Partei im gesamten Mandatsgebiet gegründet, um die Unabhängigkeit von Frankreich zu erreichen.

### État de Grand Liban

Flagge des Großlibanon während des französischen Mandates.

Flagge des Staates der Alawiten während des französischen Mandates.

Flagge des Drusenstaates während des französischen Mandates.

Flagge des État d'Alep

Flagge des État de Damas.

Am 1. September 1920 proklamierte General Gouraud den Großlibanon.
Der Großlibanon wurde von den französischen Truppen gebildet, um einen „sicheren Hafen“ für die maronitische Bevölkerung des Mutasarrifia, des vormaligen osmanischen Verwaltungsbezirks des Libanonberges, zu haben. Das Gebiet besaß eine maronitische Mehrheit und erfreute sich einer variierenden Autonomie während des Osmanischen Reiches. Jedoch umfasste der Großlibanon neben dem Libanonberg andere hauptsächlich muslimische Regionen, welche nicht zur maronitischen Mutasarrifia gehörten, daher das Attribut Groß. Diese Gebiete entsprechen heute dem Nord-Libanon, dem Südlibanon, der Bekaa-Ebene und Beirut. Die Einbindung von Tripoli, dem früheren Haupthafen von Syrien, wiederum war ein großer wirtschaftlicher Verlust für Syrien.
Die Hauptstadt des Großlibanons war Beirut. Die Flagge des neuen Staates zeigte eine Zeder des Libanonberges auf der französischen Trikolore. Geostrategisch und geoökonomisch wollten die französischen Kolonialbehörden Beirut zu einem zentralen Hafen und Handelszentrum des Mittleren Ostens ausbauen. Von Beirut aus sollte die Transarménienne genannte Straße bis nach Aserbaidschan reichen und die Transdésertique bis nach Südpersien.
Die Muslime im Großlibanon lehnten den neuen Staat von Anfang an ab. Sie boykottierten die Volkszählung 1922 und weigerten sich, ihre neuen Ausweise anzunehmen, bis General Gouraud zustimmte, vom Ausweis einen Eintrag zu löschen, der eine libanesische Staatsbürgerschaft nachwies. Die fortgesetzte Forderung der Muslime der Wiedervereinigung mit Syrien kulminierte nach der Unabhängigkeit des Libanon (1943) zur Libanonkrise 1958, als die Muslime der neu proklamierten Vereinigten Arabischen Republik beitreten wollten, während die Christen dies strikt ablehnten. Am 23. Mai 1926 wurde aus dem Staat Großlibanon die Libanesische Republik mit eigener Verfassung.

### État des Alaouites
Der Alawitenstaat befand sich an der syrischen Küste. Etwa 278.000 Personen, mehrheitlich Alawiten, Angehörige eines Zweigs des schiitischen Islams, lebten dort. Hauptstadt war Latakia am Mittelmeer.
Anfangs ein autonomes Gebiet unter französischer Herrschaft, bekannt als Territoire des Alaouites, wurde es 1922 Teil der Fédération syrienne, verließ aber diesen Bund 1924 wieder und wurde der État des Alaouites. Am 22. September 1930 wurde dieser umbenannt in Gouvernement Indépendant de Lattaquié. Das Gouvernement Indépendant de Lattaquié trat am 5. Dezember 1936 der République syrienne bei. Später gab es mehrere Aufstände gegen die französische Besatzung. Der bekannteste Aufstand wurde von Salih al-Ali, einem Alawiten, geführt.

### Djébel druze
Der Drusenstaat bestand in Südsyrien unter französischem Mandat zwischen 1921 und 1936 und wurde von mehrheitlich von 50.000 Drusen bewohnt.
Zunächst hieß das Gebiet État Souaida, wurde später aber in État de la Montagne druze umbenannt. Die Hauptstadt des Drusenstaats war as-Suwaida.

### État d'Alep
Der Staat von Aleppo umfasste in der Mehrheit Sunniten. Er umfasste neben dem fruchtbaren Becken des Euphrats von Ostsyrien Nordsyrien. In diesen Regionen befindet sich ein großer Teil der landwirtschaftlichen Produktion und der Bodenschätze Syriens. Der autonome Sandschak von Alexandrette kam 1923 zum Staat von Aleppo.
Die mehrheitlich sunnitische Bevölkerung des Staates von Aleppo opponierte heftig gegen die Teilung Syriens. 1925 vereinte Frankreich die Staaten von Aleppo und Damaskus in den Staat Syrien.

### État de Damas
Der Staat Damaskus gehörte zum französischen Mandat zwischen 1920 und 1925, seine Hauptstadt war Damaskus.

### Sandjak d'Alexandrette
Der Sandschak Alexandrette war von 1921 bis 1923 unter dem französisch-türkischen Vertrag vom 20. Oktober 1921 autonom, da es eine bedeutende türkische Gemeinde gab – neben Arabern verschiedener religiöser Konfessionen: Sunniten, Alawiten, Syrisch-Orthodoxe Christen, griechisch-orthodoxe Christen, griechische Katholiken, Maroniten. Ebenso gab es jüdische, assyrische, kurdische, armenische und griechische Gemeinden. 1923 wurde Alexandrette an den Staat von Aleppo angeschlossen und 1925 wurde es dem französischen Mandat in Syrien direkt unterstellt mit weiterhin besonderem Verwaltungsstatus.
Die Wahlen vom 1936 im Sandschak brachten zwei Abgeordnete, welche die Unabhängigkeit Syriens von Frankreich bevorzugten, was mit kommunalen Aufständen beantwortet wurde wie auch mit leidenschaftlichen Artikeln in der türkischen und der syrischen Presse. Dies wurde Gegenstand einer Beschwerde beim Völkerbund durch die türkische Regierung von Mustafa Kemal Atatürk über die angeblichen Misshandlungen der türkischen Bevölkerung in dem Gebiet. Atatürk verlangte, dass Alexandrette Teil der Türkei werde. Er behauptete, die Mehrheit ihrer Einwohner seien Türken. Im November 1937 wurde dem Sandschak, durch eine Vereinbarung, welche durch den Völkerbund vermittelt wurde, Autonomie gegeben. Unter diesem neuen Status wurde der Sandschak auf dem diplomatischen Niveau gesondert aber nicht abgetrennt vom französischen Mandat in Syrien und in Verteidigungsangelegenheiten mit beiden, Frankreich und der Türkei, verbunden.
Die Verteilung der Sitze in der Vertretung des Sandschak basierte auf einer Zählung von 1938, welche durch die französische Obrigkeit unter internationaler Beobachtung durchgeführt wurde: von 40 Sitzen wurden 22 den Türken gegeben, neun Alawiten, fünf Armeniern, zwei Sunniten, zwei christlichen Arabern. Diese Vertretung wurde im Sommer 1938 bestellt und der französisch-türkische Vertrag, welcher den Status des Sandschaks festlegte, wurde am 4. Juli 1938 unterzeichnet.

Flagge des Staates Hatay 1938–1939

Am 2. September 1938 proklamierte sich der Sandschak von Alexandrette als Staat Hatay und begründete dies mit den ausgebrochenen Auseinandersetzungen zwischen Türken und Arabern.
Die Republik bestand ein Jahr unter französischer und türkischer Militärüberwachung. Der Name Hatay war von Atatürk vorgeschlagen worden, und die Regierung war unter türkischer Kontrolle. Der Präsident Tayfur Sökmen wurde 1935 in die türkische Nationalversammlung gewählt, in der er Antalya vertrat. Ministerpräsident Dr. Abdurrahman Melek war ebenfalls in die Große Nationalversammlung der Türkei gewählt worden, er vertrat 1939 Gaziantep, während er noch den Posten des Ministerpräsidenten innehatte.
Nach einem Referendum 1939 wurde die Republik Hatay eine Provinz der Türkei.

## Evolution des Völkerbundmandates für Syrien und Libanon
| Vilâyet Beirut          | Vilâyet Beirut          | Vilâyet Beirut          | Vilâyet Beirut          | Vilâyet Beirut                                                                                                | Vilâyet Beirut                                                                                                | | | Vilâyet Aleppo                                                                                                | Vilâyet Aleppo                                                                                                | Vilâyet Aleppo            | Vilâyet Aleppo            | Vilâyet Aleppo                                                                                              | Vilâyet Aleppo                                                                                              | | | Vilâyet Syrien                                                                                              | Vilâyet Syrien                                                                                              | Vilâyet Syrien                                          | Vilâyet Syrien                                          | Vilâyet Syrien                                          | Vilâyet Syrien                                          |        |        | Sandschak Zor              | Sandschak Zor              | Sandschak Zor              | Sandschak Zor              | Sandschak Zor              | Sandschak Zor              |  |  |                         |                         |                         |                         |                         |                         |  |  |  |  |  |  |  |  |  |  |  |  |  |  |  |  |  |  |  |  |  |  |  |  |  |  |  |  |  |  |
| Vilâyet Beirut          | Vilâyet Beirut          | Vilâyet Beirut          | Vilâyet Beirut          | Vilâyet Beirut                                                                                                | Vilâyet Beirut                                                                                                | | | Vilâyet Aleppo                                                                                                | Vilâyet Aleppo                                                                                                | Vilâyet Aleppo            | Vilâyet Aleppo            | Vilâyet Aleppo                                                                                              | Vilâyet Aleppo                                                                                              | | | Vilâyet Syrien                                                                                              | Vilâyet Syrien                                                                                              | Vilâyet Syrien                                          | Vilâyet Syrien                                          | Vilâyet Syrien                                          | Vilâyet Syrien                                          |        |        | Sandschak Zor              | Sandschak Zor              | Sandschak Zor              | Sandschak Zor              | Sandschak Zor              | Sandschak Zor              |  |  |                         |                         |                         |                         |                         |                         |  |  |  |  |  |  |  |  |  |  |  |  |  |  |  |  |  |  |  |  |  |  |  |  |  |  |  |  |  |  |
|                         |                         |                         |                         | | | | | | |                           |                           | | | | | | |                                                         |                                                         |                                                         |                                                         |        |        |                            |                            |                            |                            |                            |                            |  |  |                         |                         |                         |                         |                         |                         |  |  |  |  |  |  |  |  |  |  |  |  |  |  |  |  |  |  |  |  |  |  |  |  |  |  |  |  |  |  |
|                         |                         |                         |                         | Occupied Enemy Territory Administration North (Territorialverwaltung des besetzten feindlichen Gebietes-NORD) | Occupied Enemy Territory Administration North (Territorialverwaltung des besetzten feindlichen Gebietes-NORD) | Occupied Enemy Territory Administration North (Territorialverwaltung des besetzten feindlichen Gebietes-NORD) | Occupied Enemy Territory Administration North (Territorialverwaltung des besetzten feindlichen Gebietes-NORD) | Occupied Enemy Territory Administration North (Territorialverwaltung des besetzten feindlichen Gebietes-NORD) | Occupied Enemy Territory Administration North (Territorialverwaltung des besetzten feindlichen Gebietes-NORD) |                           |                           | Occupied Enemy Territory Administration East (Territorialverwaltung des besetzten feindlichen Gebietes-OST) | Occupied Enemy Territory Administration East (Territorialverwaltung des besetzten feindlichen Gebietes-OST) | Occupied Enemy Territory Administration East (Territorialverwaltung des besetzten feindlichen Gebietes-OST) | Occupied Enemy Territory Administration East (Territorialverwaltung des besetzten feindlichen Gebietes-OST) | Occupied Enemy Territory Administration East (Territorialverwaltung des besetzten feindlichen Gebietes-OST) | Occupied Enemy Territory Administration East (Territorialverwaltung des besetzten feindlichen Gebietes-OST) |                                                         |                                                         |                                                         |                                                         |        |        |                            |                            |                            |                            |                            |                            |  |  |                         |                         |                         |                         |                         |                         |  |  |  |  |  |  |  |  |  |  |  |  |  |  |  |  |  |  |  |  |  |  |  |  |  |  |  |  |  |  |
|                         |                         |                         |                         | Occupied Enemy Territory Administration North (Territorialverwaltung des besetzten feindlichen Gebietes-NORD) | Occupied Enemy Territory Administration North (Territorialverwaltung des besetzten feindlichen Gebietes-NORD) | Occupied Enemy Territory Administration North (Territorialverwaltung des besetzten feindlichen Gebietes-NORD) | Occupied Enemy Territory Administration North (Territorialverwaltung des besetzten feindlichen Gebietes-NORD) | Occupied Enemy Territory Administration North (Territorialverwaltung des besetzten feindlichen Gebietes-NORD) | Occupied Enemy Territory Administration North (Territorialverwaltung des besetzten feindlichen Gebietes-NORD) |                           |                           | Occupied Enemy Territory Administration East (Territorialverwaltung des besetzten feindlichen Gebietes-OST) | Occupied Enemy Territory Administration East (Territorialverwaltung des besetzten feindlichen Gebietes-OST) | Occupied Enemy Territory Administration East (Territorialverwaltung des besetzten feindlichen Gebietes-OST) | Occupied Enemy Territory Administration East (Territorialverwaltung des besetzten feindlichen Gebietes-OST) | Occupied Enemy Territory Administration East (Territorialverwaltung des besetzten feindlichen Gebietes-OST) | Occupied Enemy Territory Administration East (Territorialverwaltung des besetzten feindlichen Gebietes-OST) |                                                         |                                                         |                                                         |                                                         |        |        |                            |                            |                            |                            |                            |                            |  |  |                         |                         |                         |                         |                         |                         |  |  |  |  |  |  |  |  |  |  |  |  |  |  |  |  |  |  |  |  |  |  |  |  |  |  |  |  |  |  |
|                         |                         |                         |                         | | | | | | |                           |                           | | | | | | |                                                         |                                                         |                                                         |                                                         |        |        |                            |                            |                            |                            |                            |                            |  |  |                         |                         |                         |                         |                         |                         |  |  |  |  |  |  |  |  |  |  |  |  |  |  |  |  |  |  |  |  |  |  |  |  |  |  |  |  |  |  |
|                         |                         |                         |                         | | | | | | |                           |                           | | | | | | |                                                         |                                                         |                                                         |                                                         |        |        |                            |                            |                            |                            |                            |                            |  |  |                         |                         |                         |                         |                         |                         |  |  |  |  |  |  |  |  |  |  |  |  |  |  |  |  |  |  |  |  |  |  |  |  |  |  |  |  |  |  |
|                         |                         |                         |                         | | | | | | |                           |                           | | | | | | |                                                         |                                                         | Königreich Syrien (1920)                                |                                                         |        |        |                            |                            |                            |                            |                            |                            |  |  |                         |                         |                         |                         |                         |                         |  |  |  |  |  |  |  |  |  |  |  |  |  |  |  |  |  |  |  |  |  |  |  |  |  |  |  |  |  |  |
|                         |                         |                         |                         | | | | | | |                           |                           | | | | | | |                                                         |                                                         |                                                         |                                                         |        |        |                            |                            |                            |                            |                            |                            |  |  |                         |                         |                         |                         |                         |                         |  |  |  |  |  |  |  |  |  |  |  |  |  |  |  |  |  |  |  |  |  |  |  |  |  |  |  |  |  |  |
|                         |                         |                         |                         | | | | | | |                           |                           | | | | | | |                                                         |                                                         |                                                         |                                                         |        |        |                            |                            |                            |                            |                            |                            |  |  |                         |                         |                         |                         |                         |                         |  |  |  |  |  |  |  |  |  |  |  |  |  |  |  |  |  |  |  |  |  |  |  |  |  |  |  |  |  |  |
| Großlibanon (1920–1946) | Großlibanon (1920–1946) | Großlibanon (1920–1946) | Großlibanon (1920–1946) | Großlibanon (1920–1946)                                                                                       | Großlibanon (1920–1946)                                                                                       | | | Alawitenstaat (1920–1936)                                                                                     | Alawitenstaat (1920–1936)                                                                                     | Alawitenstaat (1920–1936) | Alawitenstaat (1920–1936) | Alawitenstaat (1920–1936)                                                                                   | Alawitenstaat (1920–1936)                                                                                   | | | Staat Aleppo (inkl. Sandschak Alexandrette) (1920–1924)                                                     | Staat Aleppo (inkl. Sandschak Alexandrette) (1920–1924)                                                     | Staat Aleppo (inkl. Sandschak Alexandrette) (1920–1924) | Staat Aleppo (inkl. Sandschak Alexandrette) (1920–1924) | Staat Aleppo (inkl. Sandschak Alexandrette) (1920–1924) | Staat Aleppo (inkl. Sandschak Alexandrette) (1920–1924) |        |        | Staat Damaskus (1920–1924) | Staat Damaskus (1920–1924) | Staat Damaskus (1920–1924) | Staat Damaskus (1920–1924) | Staat Damaskus (1920–1924) | Staat Damaskus (1920–1924) |  |  | Drusenstaat (1921–1936) | Drusenstaat (1921–1936) | Drusenstaat (1921–1936) | Drusenstaat (1921–1936) | Drusenstaat (1921–1936) | Drusenstaat (1921–1936) |  |  |  |  |  |  |  |  |  |  |  |  |  |  |  |  |  |  |  |  |  |  |  |  |  |  |  |  |  |  |
| Großlibanon (1920–1946) | Großlibanon (1920–1946) | Großlibanon (1920–1946) | Großlibanon (1920–1946) | Großlibanon (1920–1946)                                                                                       | Großlibanon (1920–1946)                                                                                       | | | Alawitenstaat (1920–1936)                                                                                     | Alawitenstaat (1920–1936)                                                                                     | Alawitenstaat (1920–1936) | Alawitenstaat (1920–1936) | Alawitenstaat (1920–1936)                                                                                   | Alawitenstaat (1920–1936)                                                                                   | | | Staat Aleppo (inkl. Sandschak Alexandrette) (1920–1924)                                                     | Staat Aleppo (inkl. Sandschak Alexandrette) (1920–1924)                                                     | Staat Aleppo (inkl. Sandschak Alexandrette) (1920–1924) | Staat Aleppo (inkl. Sandschak Alexandrette) (1920–1924) | Staat Aleppo (inkl. Sandschak Alexandrette) (1920–1924) | Staat Aleppo (inkl. Sandschak Alexandrette) (1920–1924) |        |        | Staat Damaskus (1920–1924) | Staat Damaskus (1920–1924) | Staat Damaskus (1920–1924) | Staat Damaskus (1920–1924) | Staat Damaskus (1920–1924) | Staat Damaskus (1920–1924) |  |  | Drusenstaat (1921–1936) | Drusenstaat (1921–1936) | Drusenstaat (1921–1936) | Drusenstaat (1921–1936) | Drusenstaat (1921–1936) | Drusenstaat (1921–1936) |  |  |  |  |  |  |  |  |  |  |  |  |  |  |  |  |  |  |  |  |  |  |  |  |  |  |  |  |  |  |
|                         |                         |                         |                         | | | | | | |                           |                           | | | | | | |                                                         |                                                         |                                                         |                                                         |        |        |                            |                            |                            |                            |                            |                            |  |  |                         |                         |                         |                         |                         |                         |  |  |  |  |  |  |  |  |  |  |  |  |  |  |  |  |  |  |  |  |  |  |  |  |  |  |  |  |  |  |
|                         |                         |                         |                         | | | | | | |                           |                           | | | | | | |                                                         |                                                         | Staat Syrien (1924–1930)                                |                                                         |        |        |                            |                            |                            |                            |                            |                            |  |  |                         |                         |                         |                         |                         |                         |  |  |  |  |  |  |  |  |  |  |  |  |  |  |  |  |  |  |  |  |  |  |  |  |  |  |  |  |  |  |
|                         |                         |                         |                         | | | | | | |                           |                           | | | | | | |                                                         |                                                         |                                                         |                                                         |        |        |                            |                            |                            |                            |                            |                            |  |  |                         |                         |                         |                         |                         |                         |  |  |  |  |  |  |  |  |  |  |  |  |  |  |  |  |  |  |  |  |  |  |  |  |  |  |  |  |  |  |
|                         |                         |                         |                         | | | | | | |                           |                           | | | | | | |                                                         |                                                         |                                                         |                                                         |        |        |                            |                            |                            |                            |                            |                            |  |  |                         |                         |                         |                         |                         |                         |  |  |  |  |  |  |  |  |  |  |  |  |  |  |  |  |  |  |  |  |  |  |  |  |  |  |  |  |  |  |
|                         |                         |                         |                         | | | | | | |                           |                           | | | | | | |                                                         |                                                         | Syrische Republik (1930–1958)                           |                                                         |        |        |                            |                            |                            |                            |                            |                            |  |  |                         |                         |                         |                         |                         |                         |  |  |  |  |  |  |  |  |  |  |  |  |  |  |  |  |  |  |  |  |  |  |  |  |  |  |  |  |  |  |
|                         |                         |                         |                         | | | | | | |                           |                           | | | | | | |                                                         |                                                         |                                                         |                                                         |        |        |                            |                            |                            |                            |                            |                            |  |  |                         |                         |                         |                         |                         |                         |  |  |  |  |  |  |  |  |  |  |  |  |  |  |  |  |  |  |  |  |  |  |  |  |  |  |  |  |  |  |
|                         |                         |                         |                         | | | | | | |                           |                           | | | | | | |                                                         |                                                         |                                                         |                                                         |        |        |                            |                            |                            |                            |                            |                            |  |  |                         |                         |                         |                         |                         |                         |  |  |  |  |  |  |  |  |  |  |  |  |  |  |  |  |  |  |  |  |  |  |  |  |  |  |  |  |  |  |
|                         |                         |                         |                         | | | | | Staat Hatay (1938–1939)                                                                                       | |                           |                           | | | | | | |                                                         |                                                         |                                                         |                                                         |        |        |                            |                            |                            |                            |                            |                            |  |  |                         |                         |                         |                         |                         |                         |  |  |  |  |  |  |  |  |  |  |  |  |  |  |  |  |  |  |  |  |  |  |  |  |  |  |  |  |  |  |
|                         |                         |                         |                         | | | | | | |                           |                           | | | | | | |                                                         |                                                         |                                                         |                                                         |        |        |                            |                            |                            |                            |                            |                            |  |  |                         |                         |                         |                         |                         |                         |  |  |  |  |  |  |  |  |  |  |  |  |  |  |  |  |  |  |  |  |  |  |  |  |  |  |  |  |  |  |
| Libanon                 | Libanon                 | Libanon                 | Libanon                 | Libanon | Libanon | | | Türkei | Türkei | Türkei                    | Türkei                    | Türkei | Türkei | | | | |                                                         |                                                         | Syrien                                                  | Syrien                                                  | Syrien | Syrien | Syrien                     | Syrien                     |                            |                            |                            |                            |  |  |                         |                         |                         |                         |                         |                         |  |  |  |  |  |  |  |  |  |  |  |  |  |  |  |  |  |  |  |  |  |  |  |  |  |  |  |  |  |  |